# 格林布什

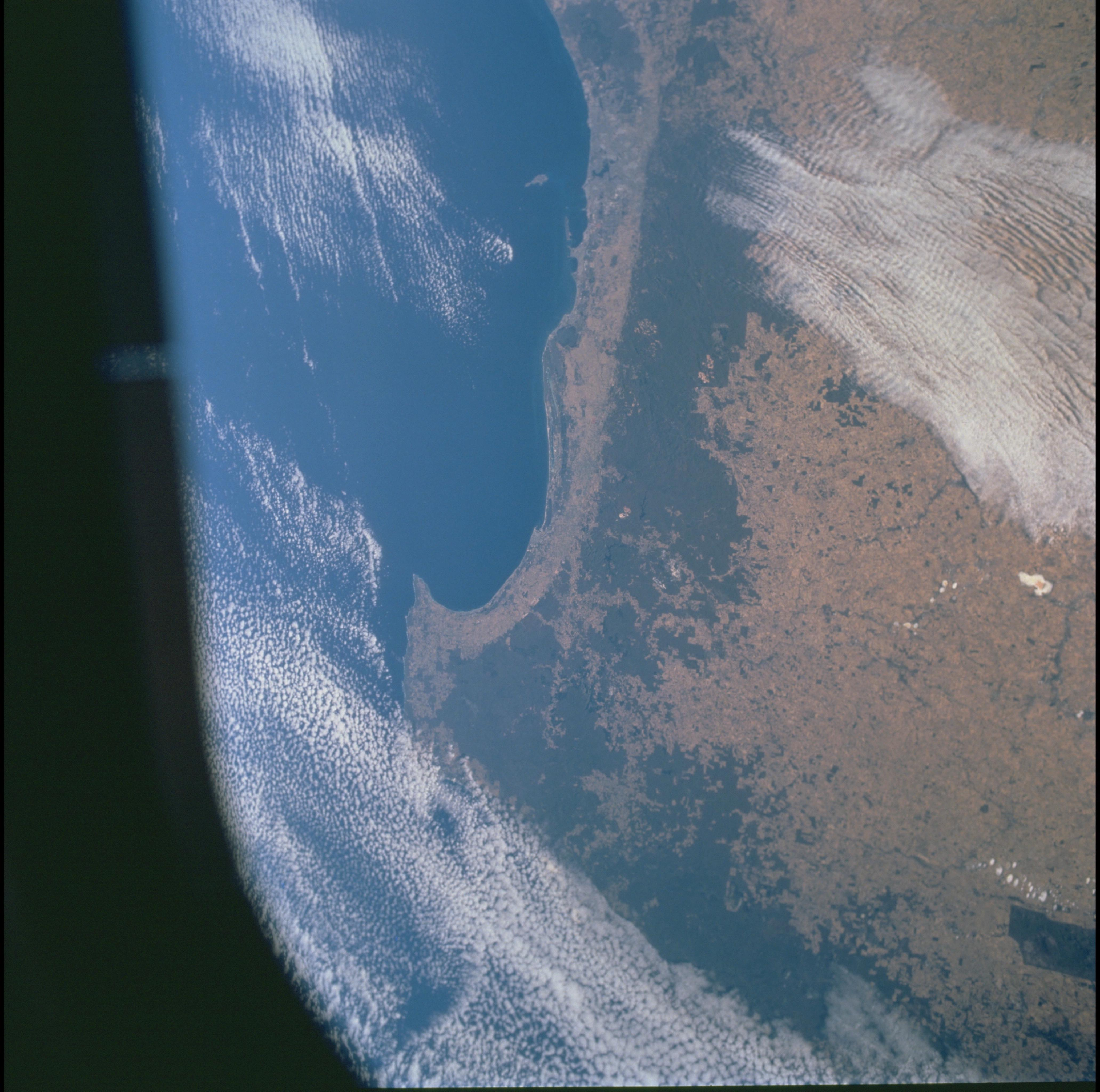
达令陡坡

格林布什（英文：Greenbushes）是一個位於澳大利亞西澳大利亞州橋鎮－綠林郡的一個木材小鎮。楠立位於珀斯以南250（155英里）。根據2006年人口普查，格林布什的人口為342人。格林布什的邮政编码為6254，而其电话区号則為08。格林布什的海拔為324米，是达令陡坡的最高點。

## 历史
於1886年，勘探人員於格林布什一帶發現锡，因此於1888年在格林布什一帶建立礦場，並於1889年在礦場附近建立一個采矿小鎮，以便礦工上班。 格林布什的英語名稱意為「绿色灌木丛」，並且因其現址周邊都長滿绿色的灌木丛而得名。於1898年，由多尼布魯克至布里奇敦的鐵路正式投入服務，而該鐵路亦經過格林布什。格林布什亦是該鐵路的其中一個站，而該鐵路站位於格林布什以北六公里。為了避免人們將格林布什和格林布什鐵路站混淆，於是鐵路公司便把格林布什站更名為北格林布什站。
格林布什在1893年前经历了一段经济繁荣时期，於1893年，錫於國際上的價格突然大幅下降，大大重創了格林布什的經濟，並最終致使格林布什的經濟完全崩潰。很多格林布什居民都決定辭掉礦工這個職業，並轉型至其他行業。到了1913年，大約四分之一的格林布什居民已經轉型至林業，並且於鎮內的木材廠工作，致使格林布什由一個采矿小鎮變成一個木材小鎮。該木材廠在格林布什第一個礦場建立後不久完工。

## 行业
格林布什擁有兩個主要行业，分別是礦業和林業。而礦業可細分為采矿和生产钽铁精矿、锂矿产、锡金属和高嶺石。农业、葡萄种植业、旅游业和美术馆亦佔有格林布什的一小部份行业。